# Distretto di Singa
Il distretto di Singa è uno degli undici distretti della provincia di Huamalíes, in Perù. Si trova nella regione di Huánuco e si estende su una superficie di 151.7 chilometri quadrati.